# Leonore Davidoff
Leonore Davidoff (31 janvier 1932 - 19 octobre 2014) est une sociologue et historienne du féminisme, pionnière de nouvelles approches quant à la place du genre et des femmes dans l'histoire, notamment par l'analyse de la répartition par genre des rôles dans les domaines public et privé. Elle est également la fondatrice du journal académique Gender & History. 

## Biographie
Leonore Davidoff est née à New York en 1932. Ses parents Ida et Leo Davidoff sont des immigrés juifs d'Europe de l'Est. Elle passe son enfance dans une communauté protestante du Connecticut. Son père devient neurochirurgien, et sa mère, militante pour les droits des femmes, embrasse la carrière de conseillère matrimoniale. Son frère et sa sœur sont tous les deux médecins. 
Adolescente, elle choisit d'étudier la musique à l'Oberlin College dans l'Ohio, avant de s'intéresser à la sociologie. En 1956, elle obtient une maîtrise de la London School of Economics (LSE). Son choix de thèse se porte alors sur l'emploi des femmes mariées et constitue un des textes fondateurs de ses futurs travaux de recherche. Cependant, celle-ci reste inédite et peu consultée, car il n'existe aucun mouvement féministe à l'époque, pouvant s'en faire le relais.
Lors de sa première année à LSE, elle rencontre le doctorant en sociologie David Lockwood, dont le sujet d'études porte sur la nature des classes sociales en Grande-Bretagne. Ils se marient en 1954. Pendant un certain temps après la naissance de leurs trois fils, David Lockwood se concentre sur sa famille et s'éloigne progressivement de la recherche institutionnelle. Après une expérience au Lucy Cavendish College, il intègre en 1958 l'Université de l'Essex en tant que professeur en sociologie. De son côté, Leonore Davidoff commence à travailler comme agent de recherche. 
Leonore Davidoff décède le 19 octobre 2014. À sa demande, ses funérailles s'ouvrent avec le poème The Road Not Taken du poète américain Robert Frost. 

## Carrière professionnelle
En 1975, conférencière en histoire sociale, elle devient l'enseignante référente du premier master consacré à l'histoire des femmes au Royaume-Uni. La même année, elle participe à la création de la Bibliothèque féministe, installée dans la banlieue de Londres. 
En 1987, elle offre avec Catherine Hall une nouvelle vision des perspectives du genre dans l'ouvrage Family Fortunes : Hommes et femmes de la bourgeoisie anglaise (1780-1850). À l'aide d'études de cas des relations familiales et commerciales de la classe moyenne de Birmingham et de l'Est-Anglie, les auteures retracent l'évolution de l'entreprise capitaliste en Angleterre à la fin du XVIIIe siècle. Elles observent une division du travail fondée sur le genre par un examen de la famille, de l'économie et de la croyance religieuse, et en particulier, la manière dont les hommes opèrent dans la sphère publique et les femmes, dans la sphère privée et domestique. Ainsi, "[...] L'argument principal repose sur l'hypothèse que le genre et la classe fonctionnent toujours ensemble. La conscience de classe prend toujours une forme sexuée ".
Pendant une grande partie de sa carrière universitaire, Leonore Davidoff était basée à l'Université de l'Essex au Royaume-Uni, où elle acquit le statut de professeur émérite.

## Publications
- Day in the Life of a Victorian Domestic Servant, Leonore Davidoff, 96p, Allen & Unwin, 1976,  (ISBN 0049421433)
- Our Work, Our Lives, Our Words : Women’s History and Women’s Work, Leonore Davidoff, Belinda Westover, Totowa, New Jersey, 240p, Barnes and Noble Books, 1986,  (ISBN 0389206563)
- Family Fortunes : Men and Women of the English Middle Class (1780–1850), Leonore Davidoff, Catherine Hall, Chigago, 614p, University of Chicago Press, 1987,  (ISBN 0415290651)
- Worlds Between : Historical Perspectives on Gender and Class, Leonore Davidoff, 286p, 1995, Routledge,  (ISBN 0415914884)
- The Family Story : Blood, Contract and Intimacy, Leonore Davidoff, Megan Doolittle, Janet Fink, London and New York, 312p, Longman, 1998,  (ISBN 0582303508)